# Логатец
Логатец (словен. Logatec) је град и управно средиште истоимене општине Логатец, која припада Средишњесловеначкој регији у Републици Словенији.
По попису становништва из 2011. године, насеље Логатец имало је 8.942 становника.